# Esteban Parro
Esteban Parro del Prado est un homme politique espagnol membre du Parti populaire (PP), né le 28 juillet 1951 à Almorox.
Il est député à l'Assemblée de Madrid entre 1995 et 2003, puis maire de Móstoles de 2003 à 2011. Il retrouve ensuite les bancs de l'Assemblée pour quatre ans, étant également désigné au Sénat.